# Ute Daniel
Ute Daniel (* 3. Mai 1953 in Freiburg im Breisgau) ist eine deutsche Historikerin.

## Leben
Ute Daniel studierte an den Universitäten Marburg und Bielefeld Geschichte, Germanistik und Linguistik und wurde 1986 bei Jürgen Kocka promoviert. 1994 habilitierte sie sich an der Universität-Gesamthochschule Siegen. Seit dem Wintersemester 1996/97 ist sie Professorin für die Geschichte des 19./20. Jahrhunderts und der Frühen Neuzeit an der Technischen Universität Braunschweig, deren Fakultät für Geistes- und Erziehungswissenschaften sie von 2007 bis 2009 als Dekanin vorstand.
Sie ist seit 2006 ordentliches Mitglied der Akademie der Wissenschaften zu Göttingen. 2023 wurde sie mit dem Historikerpreis der Stadt Münster ausgezeichnet.

## Wirken
Ihr Forschungsspektrum umfasst die Sozial-, Kultur- und Geschlechtergeschichte der Neuzeit, veröffentlicht hat sie u. a. zum Ersten und Zweiten Weltkrieg, zur Geschichte der Höfe und des Hoftheaters, zur Geschichte der Propaganda, zur Mediengeschichte und zum Verhältnis von Journalismus und Politik sowie zur Geschichte der Kriegsberichterstattung, zur Konsumgeschichte und zur Frauengeschichte.
Einem breiten Publikum bekannt geworden ist Ute Daniel vor allem durch ihre Arbeiten zur geschichtswissenschaftlichen Methodologie und Theorie, gebündelt in ihrem Kompendium Kulturgeschichte (erstmals erschienen 2001). Sie ist eine der profiliertesten deutschsprachigen Vertreterinnen der Neuen Kulturgeschichte und darüber insbesondere mit Hans-Ulrich Wehler als Hauptvertreter der Bielefelder Schule in Konflikt geraten. Prägenden Einfluss auf ihre Forschungen hatte hingegen der gleichfalls in Bielefeld lehrende Reinhart Koselleck.

## Veröffentlichungen (Auswahl)
- Dollardiplomatie in Europa. Marshallplan, Kalter Krieg und US-Außenwirtschaftspolitik 1945–52. Droste Verlag, Düsseldorf 1982, ISBN 3-7700-0613-5 (Zugl.: Bielefeld, Univ., Mag.-Arb., 1980).
- Arbeiterfrauen in der Kriegsgesellschaft. Beruf, Familie und Politik im Ersten Weltkrieg (= Kritische Studien zur Geschichtswissenschaft. Band 84). Vandenhoeck & Ruprecht, Göttingen 1989, ISBN 3-525-35747-8 (Zugl.: Bielefeld, Univ., Diss., 1986 u.d.T.: Frauen in der Kriegsgesellschaft 1914–1918).
- „Kultur“ und „Gesellschaft“. Überlegungen zum Gegenstandsbereich der Sozialgeschichte. In: Geschichte und Gesellschaft. Band 19, 1993, S. 69–99, ISSN 0340-613X.
- Zusammen mit Wolfram Siemann (Hrsg.): Propaganda. Meinungskampf, Verführung und politische Sinnstiftung (1789–1989). Frankfurt/M. 1994, ISBN 3-596-11854-9.
- Hoftheater. Zur Geschichte des Theaters und der Höfe im 18. und 19. Jahrhundert. Klett-Cotta, Stuttgart 1995, ISBN 3-608-91237-1 (Teilw. zugl.: Siegen, Univ., Habil.-Schr., 1993/94).
- Clio unter Kulturschock. Zu den aktuellen Debatten der Geschichtswissenschaft. In: Geschichte in Wissenschaft und Unterricht. Band 48, 1997, S. 195–218 und 259–278, ISSN 0016-9056.
- Kulturgeschichte. In: Ansgar Nünning, Vera Nünning (Hrsg.): Konzepte der Kulturwissenschaften. Theoretische Grundlagen – Ansätze – Perspektiven. Stuttgart u. Weimar 2003, S. 186–204, ISBN 3-476-01737-0.
- Einkreisung und Kaiserdämmerung. Ein Versuch, der Kulturgeschichte der Politik vor dem Ersten Weltkrieg auf die Spur zu kommen. In: Barbara Stollberg-Rilinger (Hrsg.): Was heißt Kulturgeschichte des Politischen? (= Zeitschrift für Historische Forschung. Beiheft 35), Duncker u. Humblot, Berlin 2005, S. 279–328, ISBN 3-428-11868-5.
- (Hrsg. mit Inge Marszolek, Wolfram Pyta und Thomas Welskopp) Politische Kultur und Medienwirklichkeiten in den 1920er Jahren (= Schriftenreihe der Stiftung Reichspräsident-Friedrich-Ebert-Gedenkstätte. Band 14). München 2010, ISBN 978-3-486-59241-2.
- Kompendium Kulturgeschichte. Theorien, Praxis, Schlüsselwörter. 8., durchges. u. akt. Aufl., Frankfurt/M. 2020, ISBN 3-518-29123-8.
- (Hrsg.) Augenzeugen. Kriegsberichterstattung vom 18. zum 21. Jahrhundert. Vandenhoeck & Ruprecht, Göttingen 2006, ISBN 3-525-36737-6 (Rezension von Rudolf Walther in: Die Zeit vom 30. November 2006).
- Reinhart Koselleck. In: Lutz Raphael (Hrsg.): Klassiker der Geschichtswissenschaft. Band 2: Von Fernand Braudel bis Natalie Z. Davis. C. H. Beck, München 2006, S. 166–194, ISBN 3-406-54104-6.
- Beziehungsgeschichten. Politik und Medien im 20. Jahrhundert. Hamburger Edition, Hamburg 2018, ISBN 978-3-86854-317-9.
- Postheroische Demokratiegeschichte. Hamburger Edition, Hamburg 2020, ISBN 978-3-86854-345-2.

Autobiographisches
- Die Katzen wollen Könige sein. In: Jürgen John u. a. (Hrsg.): Zeit-Geschichten. Miniaturen in Lutz Niethammers Manier. Essen 2005, S. 57–61, ISBN 3-89861-404-2.